# Tổng tuyển cử Campuchia 2018
Cuộc tổng tuyển cử Quốc hội khóa VI được tổ chức tại Campuchia vào ngày 29 tháng 7 năm 2018. Các điểm bỏ phiếu mở cửa lúc 07:00 và đóng cửa lúc 15:00. Số lượng cử tri đăng ký giảm lần đầu tiên kể từ năm 1993 và giảm 13% so với cuộc tổng tuyển cử năm 2013.
Do không có một đảng đối lập thực thụ tham gia bầu cử, cuộc bầu cử bị cộng đồng quốc tế bác bỏ là giả mạo để hợp thức hóa chế độ cai trị độc đảng của Đảng Nhân dân Campuchia. Kết quả bầu cử cho thấy Đảng Nhân dân Campuchia chiến thắng vang dội, giành được tất cả 125 ghế trong Quốc hội. Bất chấp những lời kêu gọi tẩy chay cuộc bầu cử, tỷ lệ cử tri đi bỏ phiếu đạt 83,02%.

## Bối cảnh
Trong cuộc tổng tuyển cử năm 2013, Đảng Nhân dân Campuchia thắng cử lần thứ tư liên tiếp, giành được 68 ghế trong Quốc hội, trong khi Đảng Cứu quốc Campuchia đối lập giành được 55 ghế. Tuy gia tăng số lượng ghế nhưng Đảng Cứu quốc Campuchia vẫn lên án kết quả và cáo buộc Đảng Nhân dân Campuchia gian lận bầu cử. Tháng 9 năm 2013, Đảng Cứu quốc Campuchia tuyên bố tẩy chay Quốc hội cho đến khi cải cách bầu cử được thực hiện, dẫn đến các cuộc biểu tình Campuchia 2013–2014.
Ngày 10 tháng 4 năm 2014, Thủ tướng Hun Sen đồng ý tổ chức tổng tuyển cử vào tháng 2 năm 2018 nhưng phe đối lập yêu cầu tổ chức tổng tuyển cử sớm nhất là vào năm 2015 hoặc giữa năm 2016. Ngày 22 tháng 7 năm 2014, phe đối lập đồng ý tham gia Quốc hội và chấp nhận tham gia cuộc tổng tuyển cử tiếp theo vào năm 2018. Tuy nhiên, lãnh đạo Đảng Cứu quốc Campuchia Sam Rainsy bị tước quyền miễn trừ của nghị sĩ quốc hội và bị cấm trở về Campuchia sau khi rời khỏi đất nước. Yêu cầu ân xá của ông bị Hun Sen từ chối. Tháng 12 năm 2016, cấp phó của ông là Kem Sokha thay thế Rainsy làm Lãnh đạo phe thiểu số.
Ngày 11 tháng 2 năm 2017, Rainsy từ chức chủ tịch Đảng Cứu quốc Campuchia và được Sokha kế nhiệm. Ngày 3 tháng 9, Sokha bị bắt và khởi tố về tội phản quốc. Tờ báo độc lập The Cambodia Daily buộc phải đóng cửa vì bị chính phủ cáo buộc trốn thuế. Ngày 16 tháng 11 năm 2017, Đảng Cứu quốc Campuchia bị giải thể, loại bỏ mọi thách thức thực sự đối với Đảng Nhân dân Campuchia, và các ghế Quốc hội của Đảng Cứu quốc Campuchia được phân bổ cho ba đảng khác.

## Kết quả
|                               |                                        |           |        |     |     |
| Đảng                          | Đảng                                   | Phiếu bầu | %      | Ghế | +/– |
|                               | Đảng Nhân dân Campuchia                | 4.889.113 | 76.85  | 125 | +57 |
|                               | FUNCINPEC                              | 374.510   | 5.89   | 0   | 0   |
|                               | Đảng Liên minh Dân chủ                 | 309.364   | 4.86   | 0   | 0   |
|                               | Khmer Will Party                       | 212.869   | 3.35   | 0   | New |
|                               | Đảng Đoàn kết Dân tộc Khmer            | 99.377    | 1.56   | 0   | New |
|                               | Grassroots Democratic Party            | 70.567    | 1.11   | 0   | New |
|                               | Beehive Social Democratic Party        | 56.024    | 0.88   | 0   | New |
|                               | Đảng Chống nghèo Khmer                 | 55.298    | 0.87   | 0   | 0   |
|                               | Đảng Thống nhất Khmer                  | 48.785    | 0.77   | 0   | New |
|                               | Cambodian Nationality Party            | 45.370    | 0.71   | 0   | 0   |
|                               | Đảng Cộng hòa Khmer                    | 41.631    | 0.65   | 0   | 0   |
|                               | Đảng Thanh niên Campuchia              | 39.333    | 0.62   | 0   | New |
|                               | Đảng Pháp                              | 29.060    | 0.46   | 0   | New |
|                               | Đảng Phát triển kinh tế Khmer          | 23.255    | 0.37   | 0   | 0   |
|                               | Khmer Rise Party                       | 22.002    | 0.35   | 0   | New |
|                               | Ponleu Thmey Party                     | 13.509    | 0.21   | 0   | New |
|                               | Đảng Dân chủ Dân tộc bản địa Campuchia | 10.197    | 0.16   | 0   | New |
|                               | Đảng Tổ quốc                           | 9.174     | 0.14   | 0   | New |
|                               | Đảng Dân chủ Cộng hòa                  | 8.591     | 0.14   | 0   | 0   |
|                               | Reaksmey Khemara Party                 | 4.212     | 0.07   | 0   | New |
| Tổng cộng                     | Tổng cộng                              | 6.362.241 | 100.00 | 125 | +2  |
|                               |                                        |           |        |     |     |
| Phiếu bầu hợp lệ              | Phiếu bầu hợp lệ                       | 6.362.241 | 91.45  |     |     |
| Phiếu bầu không hợp lệ/trống  | Phiếu bầu không hợp lệ/trống           | 594.659   | 8.55   |     |     |
| Tổng cộng phiếu bầu           | Tổng cộng phiếu bầu                    | 6.956.900 | 100.00 |     |     |
| Cử tri phiếu bầu đã đăng ký   | Cử tri phiếu bầu đã đăng ký            | 8.380.217 | 83.02  |     |     |
| Nguồn: Ủy ban bầu cử quốc gia |                                        |           |        |     |     |

## Phản ứng
Nhiều nhà bình luận, phương tiện truyền thông đặt câu hỏi về tính công bằng của cuộc tổng tuyển cử năm 2018. 8,6% tổng số phiếu bầu là không hợp lệ, nhiều hơn số phiếu bầu của tất cả các đảng ngoại trừ Đảng Nhân dân Campuchia. Ngoài ra, tại các khu vực xa thủ đô, một số cử tri cáo buộc Đảng Nhân dân Campuchia dùng các thủ đoạn đe dọa cử tri để tác động đến kết quả bầu cử.
Úc, Canada, Liên minh châu Âu, Nhật Bản và Hoa Kỳ bác bỏ kết quả bầu cử và đe dọa sẽ áp đặt lệnh trừng phạt đối với chính phủ Hun Sen.
Trung Quốc, Philippines, Lào và Thái Lan chúc mừng chiến thắng của Đảng Nhân dân Campuchia, trong khi Đảng Cứu quốc Campuchia cáo buộc Ủy ban bầu cử quốc gia xuyên tạc tỷ lệ cử tri đi bỏ phiếu.